# Campionat del món de ciclisme en pista de 2007
El Campionat Mundial de Ciclisme en Pista de 2007 es va celebrar a Palma (Illes Balears) entre el 29 de març i l'1 d'abril de 2007. Les competicions es van celebrar al velòdrom Palma Arena. En total es va competir en 17 disciplines, 10 de masculines i 7 de femenines. En aquesta edició van debutar l'Òmnium masculí i la Velocitat per equips femenina.

## Resultats

### Masculí
| Prova                     | Or                                                                           | Argent                                                                            | Bronze                                                                            |
| Velocitat individual      | Theo Bos · Països Baixos                                                     | Grégory Baugé · França                                                            | Mickaël Bourgain · França                                                         |
| Velocitat per equips      | França · Grégory Baugé · Mickaël Bourgain · Arnaud Tournant                  | Regne Unit · Chris Hoy · Ross Edgar · Craig MacLean                               | Alemanya · Robert Förstemann · Maximilian Levy · Stefan Nimke                     |
| Persecució individual     | Bradley Wiggins · Regne Unit                                                 | Robert Bartko · Alemanya                                                          | Sergi Escobar · Espanya                                                           |
| Persecució per equips     | Regne Unit · Edward Clancy · Paul Manning · Geraint Thomas · Bradley Wiggins | Ucraïna · Vitali Popkov · Maxim Polischuk · Lyubomyr Polatayko · Vitaliy Shchedov | Dinamarca · Casper Jørgensen · Jens-Erik Madsen · Michael Mørkøv · Alex Rasmussen |
| Quilòmetre contrarellotge | Chris Hoy · Regne Unit ·                                                     | François Pervis · França ·                                                        | Jamie Staff · Regne Unit ·                                                        |
| Cursa per punts           | Joan Llaneras · Espanya ·                                                    | Iljo Keisse · Bèlgica ·                                                           | Mikhaïl Ignàtiev · Rússia ·                                                       |
| Keirin                    | Chris Hoy · Regne Unit ·                                                     | Theo Bos · Països Baixos                                                          | Ross Edgar · Regne Unit                                                           |
| Madison                   | Franco Marvulli · Bruno Risi · Suïssa ·                                      | Peter Schep · Danny Stam · Països Baixos ·                                        | Alois Kaňkovský · Petr Lazar · Txèquia ·                                          |
| Scratch                   | Wong Kam Po · Hong Kong ·                                                    | Wim Stroetinga · Països Baixos ·                                                  | Rafał Ratajczyk · Polònia ·                                                       |
| Òmnium                    | Alois Kaňkovský · Txèquia ·                                                  | Walter Pérez · Argentina ·                                                        | Charles Bradley Huff · Estats Units ·                                             |

### Femení
| Prova                     | Or                                                | Argent                                           | Bronze                                      |
| Velocitat individual      | Victoria Pendleton · Regne Unit                   | Guo Shuang · R.P. de la Xina                     | Anna Meares · Austràlia                     |
| Persecució individual     | Sarah Hammer · Estats Units                       | Rebecca Romero · Regne Unit ·                    | Katie Mactier · Austràlia                   |
| 500 metres contrarellotge | Anna Meares · Austràlia                           | Lisandra Guerra · Cuba ·                         | Natàl·lia Tsilínskaia · Belarús             |
| Cursa per punts           | Katherine Bates · Austràlia                       | Mie Bekker Lacota · Dinamarca ·                  | Catherine Cheatley · Nova Zelanda           |
| Scratch                   | Yumari González · Cuba ·                          | María Luisa Calle · Colòmbia ·                   | Adrie Visser · Països Baixos ·              |
| Keirin                    | Victoria Pendleton · Regne Unit                   | Guo Shuang · R.P. de la Xina                     | Anna Meares · Austràlia                     |
| Velocitat per equips      | Victoria Pendleton · Shanaze Reade · Regne Unit · | Yvonne Hijgenaar · Willy Kanis · Països Baixos · | Kristine Bayley · Anna Meares · Austràlia · |

## Medaller
| Pos.  | País            | Or | Plata | Bronze | Total |
| 1     | Regne Unit      | 7  | 2     | 2      | 11    |
| 2     | Austràlia       | 2  | 0     | 4      | 6     |
| 3     | Països Baixos   | 1  | 4     | 1      | 6     |
| 4     | França          | 1  | 2     | 1      | 4     |
| 5     | Cuba            | 1  | 1     | 0      | 2     |
| 6     | Txèquia         | 1  | 0     | 1      | 2     |
| 6     | Espanya         | 1  | 0     | 1      | 2     |
| 6     | Estats Units    | 1  | 0     | 1      | 2     |
| 9     | Hong Kong       | 1  | 0     | 0      | 1     |
| 9     | Suïssa          | 1  | 0     | 0      | 1     |
| 11    | R.P. de la Xina | 0  | 2     | 0      | 2     |
| 12    | Dinamarca       | 0  | 1     | 1      | 2     |
| 12    | Alemanya        | 0  | 1     | 1      | 2     |
| 14    | Argentina       | 0  | 1     | 0      | 1     |
| 14    | Bèlgica         | 0  | 1     | 0      | 1     |
| 14    | Colòmbia        | 0  | 1     | 0      | 1     |
| 14    | Ucraïna         | 0  | 1     | 0      | 1     |
| 18    | Belarús         | 0  | 0     | 1      | 1     |
| 18    | Nova Zelanda    | 0  | 0     | 1      | 1     |
| 18    | Polònia         | 0  | 0     | 1      | 1     |
| 18    | Rússia          | 0  | 0     | 1      | 1     |
| Total | Total           | 17 | 17    | 17     | 51    |